# Arroz con pollo
El arroz con pollo es un plato típico de América Latina y España con variaciones regionales según el país. Consiste en arroz cocinado con pollo, en presas o desmechado, verduras, y sazonado con especias.

## Variaciones
- En Colombia, Costa Rica y Panamá se elabora con pollo desmechado previamente cocinado en agua con condimentos como cebolla, ajo, pimiento, cilantro, etc., luego el arroz se cocina con el caldo de cocción del pollo y se le añade además del pollo cocinado; una versión común incluye salchichas en rodajas como complemento proteico, además de verduras picadas al gusto, entre las que suelen destacarse arvejas, zanahoria y habichuela. Estos ingredientes aportan color, sabor y valor nutricional al plato. Se acompaña con ensaladas, tajada de plátano maduro, plátano pícaro o papas fritas.
- En Ecuador se usa achiote para darle un vivo color amarillo y se le suele agregar pasas.
- En España se elabora la paella mixta con pollo y conejo, o liebre, (ambos troceados) y los productos tradicionales de la huerta mediterránea.
- En Perú el pollo se cocina aparte en presas enteras que luego se integran en el arroz.  Es típico añadirle culantro para darle un característico color verde. También se suele preparar arroz con pollo amarillo añadiéndole palillo en vez de cilantro. Existe otra variedad que es el arroz con pollo rojo, donde el ingrediente principal del sofrito es el ají panca.[2]
- En Venezuela se prepara con pechuga de pollo troceada en cubitos. Se prepara un caldo de pollo, se sofríen pimientos, ajo y otras verduras, se incorporan al pollo previamente adobado y sofrito, se incorpora el arroz agregándose pimienta, laurel y cilantro u otros condimentos. Al arroz se le puede colocar onoto, caldo de pollo deshidratado para paella para darle un tono más amarillo. Opcionalmente, se le puede incorporar chorizo en trocitos o rodajas de salchichas tipo Wieners; también se puede servir aderezándolo con mojo, guasacaca, salsa picante, salsa de soya e incluso kétchup; igualmente es opcional.

- En Argentina se prepara añadiendo al arroz una salsa hecha generalmente con puré de tomate (tuco), verduras, y los trozos de pollo. Todo condimentado con las especias que se utilizan en los guisos, como pimentón, comino y hojas de laurel.

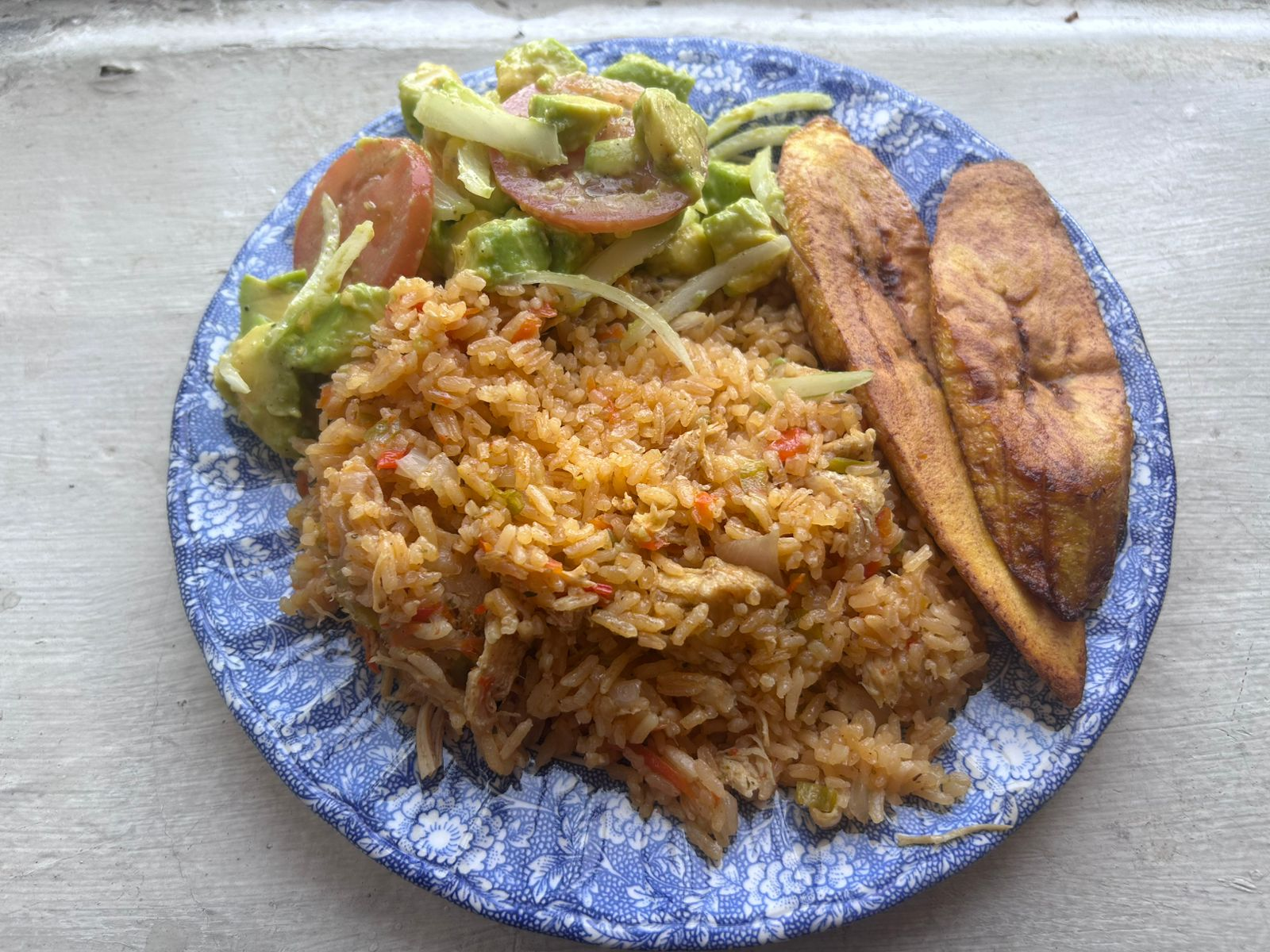
Arroz con pollo. Barranquilla, Colombia.
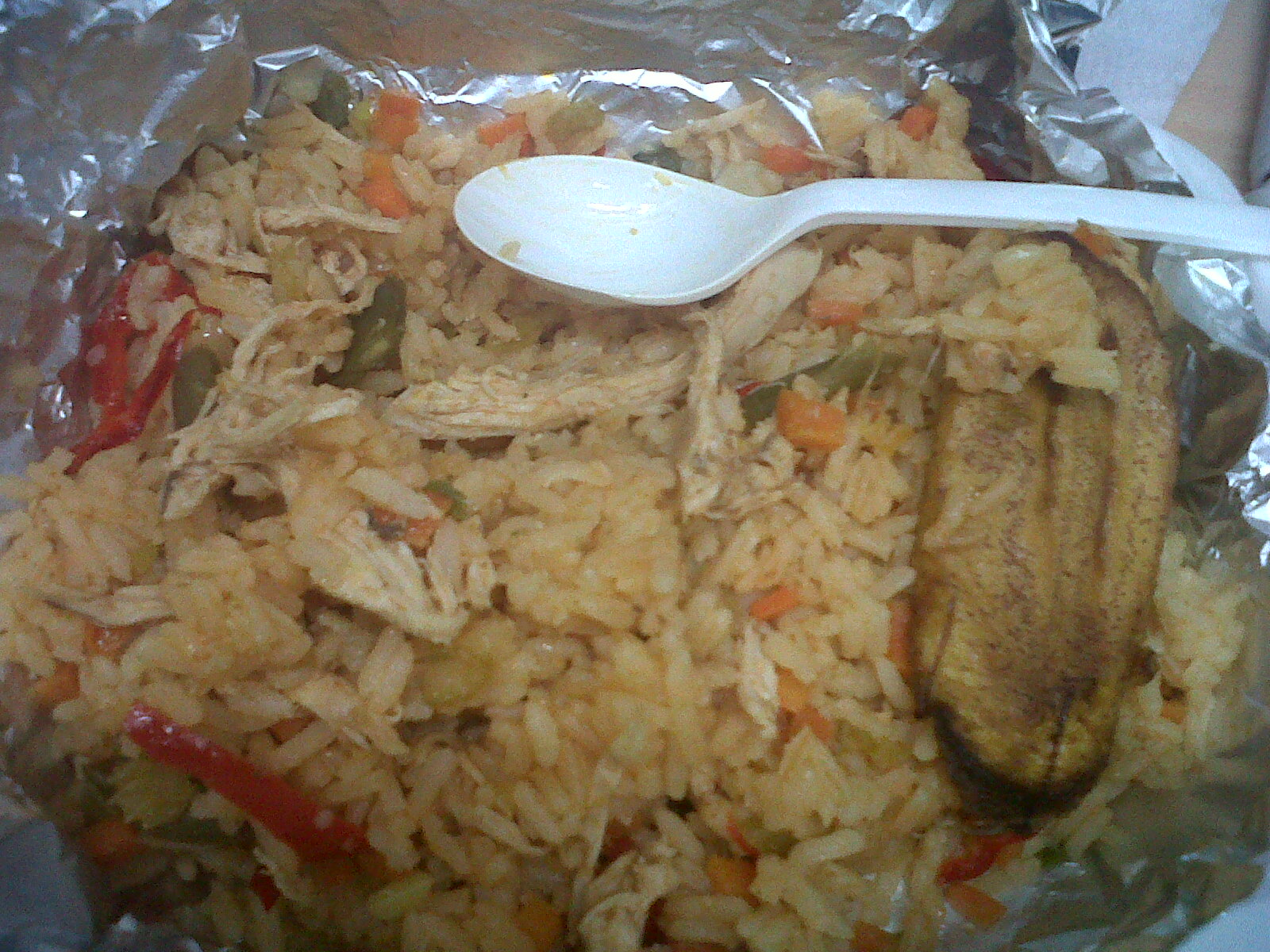
Arroz con pollo como se prepara en la Costa Caribe de Colombia y en Panamá.
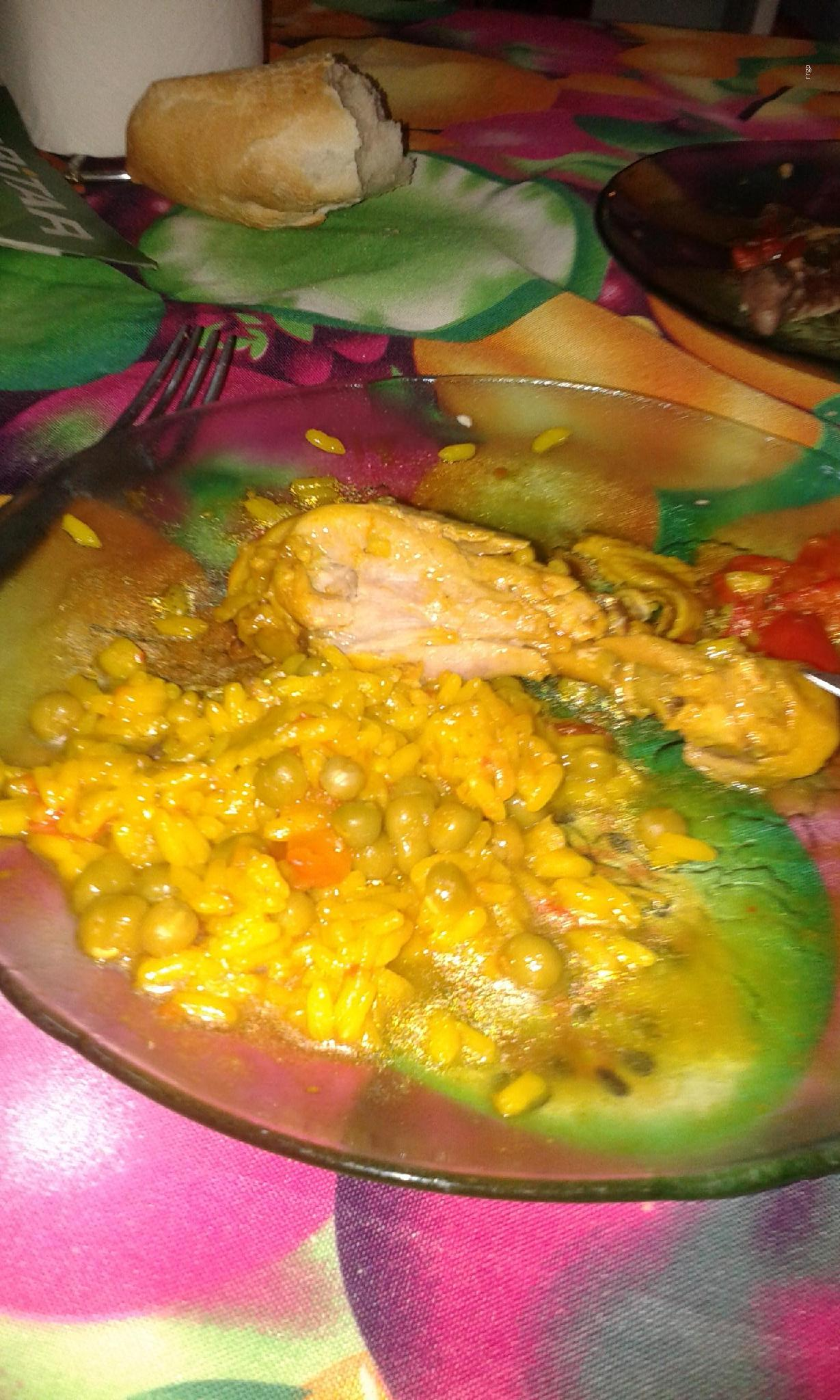
Arroz con pollo en Ecuador.
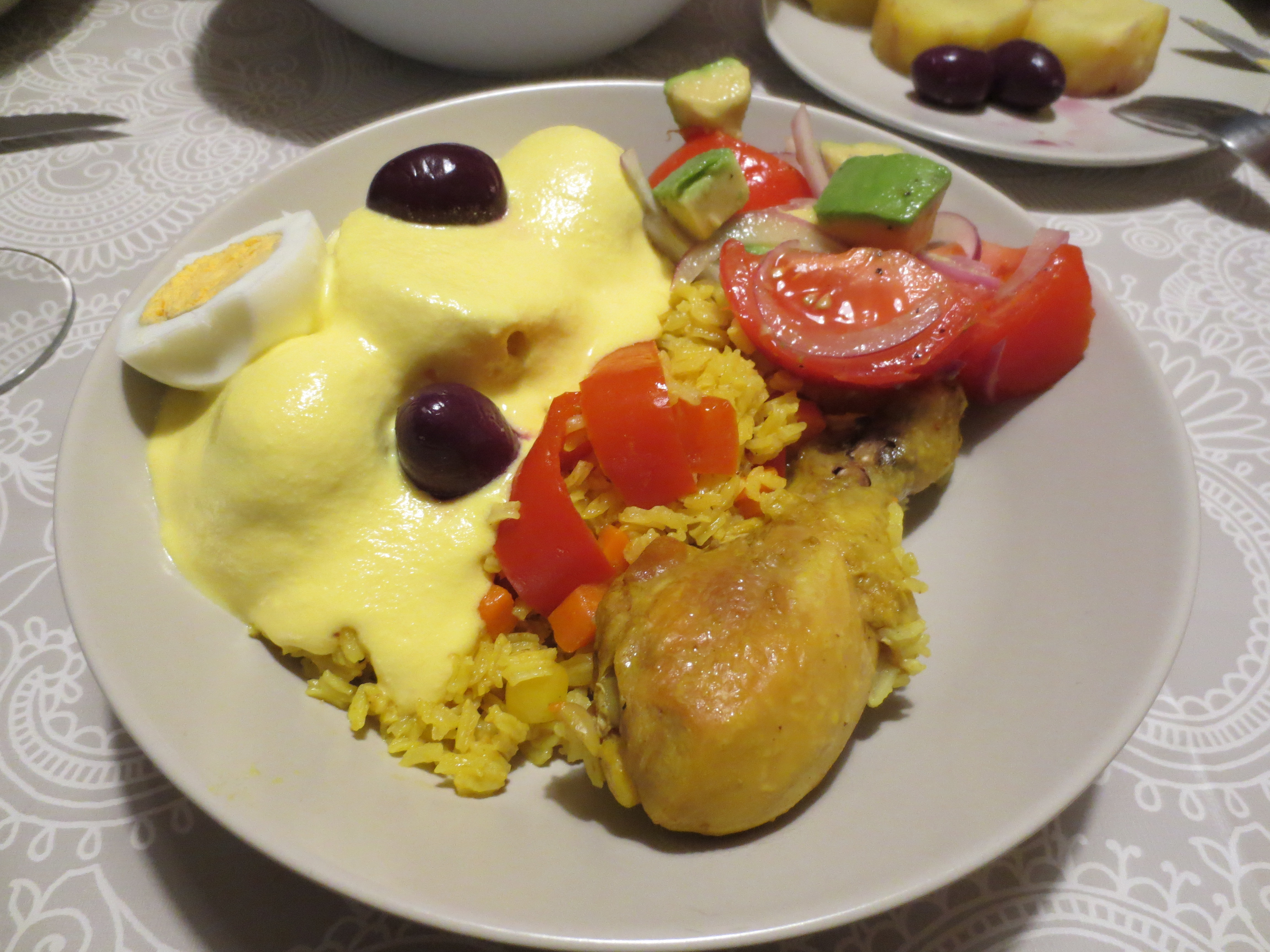
Arroz amarillo con pollo, acompañado de papa a la huancaína y ensalada de aguacate y tomate, en Perú
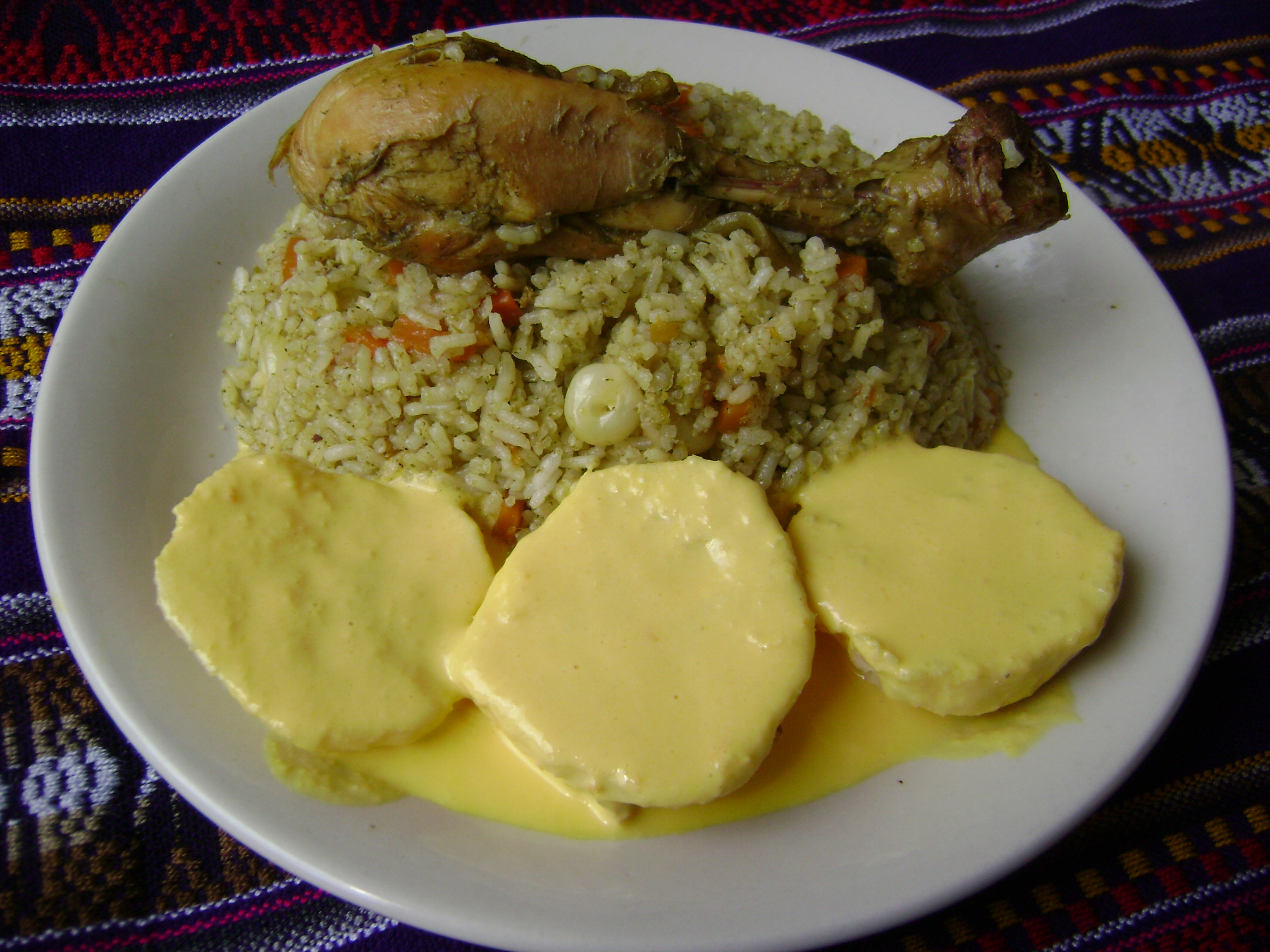
Arroz verde con pollo, acompañado de papa a la huancaína (Perú)